# Hubert Félix Soyer-Willemet
Hubert Félix Soyer-Willemet (* 3. Juni 1791 in Nancy; † 18. Januar 1867 ebenda) war ein französischer Bibliothekar und Botaniker. Sein offizielles botanisches Autorenkürzel lautet „Soy.-Will.“   

## Leben und Wirken
Hubert Félix Soyer-Willemet war der Sohn des Miniaturmalers Jean-Baptiste Soyer und seiner Frau Anne-Marie Willemet. Sein Onkel mütterlicherseits war der Botaniker Rémi Willemet (1735–1807), der durch seine Enzyklopädie Phytographie encyclopèdique bekannt geworden ist. Ein naturwissenschaftliches Studium an der Ecole de pharmacie in Paris schloss Soyer-Willemet 1811 mit einem Diplom ab. Anschließend arbeitete er in der Apotheke seines Großvaters in Nancy. 1821 wurde er Assistenzbibliothekar und 1824 Oberbibliothekar, ein Amt, das er 40 Jahre bekleidete. Im selben Jahr wurde er Generalsekretär der Ackerbau- und Gartenbaugesellschaft von Nancy. Soyer-Willemet veröffentlichte einige kleine botanische Monografien, darunter über den Feldsalat (Valerianella) und über die algerischen Leimkräuter (Silene). 1828 erschien sein bekanntestes Werk Observations sur quelques plantes de France.

## Dedikationsnamen
1829 widmete ihm der Botaniker Henry Monnier die Gattung Soyeria, die heute ein Synonym für die Gattung Crepis ist.